# Hermann Manz (Zoodirektor)
Hermann Manz (* 30. April 1853 in Bayreuth; † 14. Juli 1924 in München) war ein bayerischer Oberstleutnant sowie Mitbegründer und Direktor des Tierparks Hellabrunn.

## Leben

### Herkunft und Familie
Manz war ein Sohn des bayerischen Generalleutnants Wilhelm von Manz und dessen Ehefrau Adelaide, geborene Gräfin von Zedtwitz (1814–1891). Er hatte mindestens drei Brüder, von denen alle ebenfalls eine Offizierslaufbahn einschlugen, nämlich der bayerische Generalleutnant August von Manz (1848–1940), ein Bruder der im Deutsch-Französischen Krieg fiel, und ein Bruder der Generalmajor wurde. Er verlobte sich 1897 mit Maria Feigel aus Augsburg. Er hatte mindestens zwei Kinder mit ihr, nämlich den gleichnamigen Dr. Hermann Manz sowie Lisl Nöhring, welche Wilhelm Nöhring heiratete und mit ihr den Sohn Ferdinand bekam.

### Karriere
Manz besuchte das Münchner Kadettenkorps und trat nach dem Beginn des Krieges gegen Frankreich am 24. Juli 1870 als Offiziersaspirant I. Klasse in das 2. Artillerie-Regiment „vacant Lüder“ der Bayerischen Armee in Würzburg ein. Im Verlauf des Krieges erfolgte am 10. September 1870 seine Beförderung zum Unterleutnant und als solcher nahm er u. a. an der Belagerung von Paris teil.
Nach dem Friedensschluss versah Manz von Ende Mai 1871 bis Anfang April 1877 seinen Dienst im 1. Artillerie-Regiment „Prinzregent Luitpold“ und anschließend im 1. Fußartillerie-Regiment „Bothmer“. Unter Beförderung zum Premierleutnant erfolgte am 1. April 1881 seine Rückversetzung in das 1. Feldartillerie-Regiment „Prinzregent Luitpold“. Dort avancierte Manz bis Mitte März 1887 zum Hauptmann und Batteriechef. In dieser Stellung verlieh ihm Luitpold von Bayern anlässlich seines 50-jährigen Regimentsinhaber-Jubiläums am 2. November 1889 den Verdienstorden vom Heiligen Michael IV. Klasse. Nachdem er Ende Februar 1894 zum Major aufgerückt war, wurde er Ende des Jahres Kommandeur der I. Abteilung im 3. Feldartillerie-Regiment „Königin Mutter“ in München. Unter Verleihung des Charakters als Oberstleutnant wurde Manz am 23. Februar 1897 mit der gesetzlichen Pension und der Erlaubnis zum Tragen seiner Uniform zur Disposition gestellt sowie ihm am 13. Dezember 1898 der Abschied mit Uniform bewilligt.
Im Ruhestand engagierte Manz sich für die Gründung eines Tierparks in München und konnte viel Unterstützung dafür gewinnen. Im Februar 1905 gründete er so den Verein Zoologischer Garten München e. V., dessen Vorsitz Manz übernahm. Er wählte das Einzelgehöft Hellabrunn als Standort aus und konnte im August 1911 mit finanzieller Unterstützung des bayerischen Königs den Tierpark Hellabrunn eröffnen. 1911 erhielt er dafür die III. Klasse des Verdienstordens vom Heiligen Michael. Durch den Ersten Weltkrieg und die daraus erstandene Inflation musste der Tierpark allerdings bereits 1922 wieder schließen. Sein Lebenstraum, die erneute Eröffnung des Tierparks, erfüllte sich erst nach seinem Tod im Jahre 1928. Er wurde am 16. Juli 1924 im Münchner Ostfriedhof eingeäschert.